# Zonsverduisteringen van 1461 t/m 1470
De periode 1461 t/m 1470 bevat 22 zonsverduisteringen. Deze zijn onderverdeeld in de volgende typen:
- 6 totale
- 6 ringvormige
- 2 hybride
- 8 gedeeltelijke

## Overzicht
Onderstaand overzicht bevat alle details van deze zonsverduisteringen.
| Datum        | UTC op Max | Type         | Stijl    | Saros nr | Magni- tude | Lengte op Max | Coördinaten op Max |
| ------------ | ---------- | ------------ | -------- | -------- | ----------- | ------------- | ------------------ |
| 11 jan. 1461 | 19:46:21   | gedeeltelijk |          | 132      | 0.6651      | -             | 68.9z 47.9o        |
| 7 juli 1461  | 22:39:29   | gedeeltelijk |          | 137      | 0.5989      | -             | 68.2n 10.0o        |
| 2 dec. 1461  | 02:27:45   | gedeeltelijk |          | 104      | 0.6882      | -             | 64.9n 167.3o       |
| 29 mei 1462  | 04:28:02   | hybride      | centraal | 109      | 1.0042      | 0m 28s        | 12.4z 120.4o       |
| 21 nov. 1462 | 11:49:24   | hybride      | centraal | 114      | 1.0139      | 1m 26s        | 2.2n 7.2o          |
| 18 mei 1463  | 10:08:52   | ringvormig   | centraal | 119      | 0.9584      | 4m 38s        | 31.9n 24.2o        |
| 11 nov. 1463 | 02:33:46   | totaal       | centraal | 124      | 1.0490      | 3m 56s        | 34.5z 133.0o       |
| 6 mei 1464   | 10:46:58   | ringvormig   | centraal | 129      | 0.9367      | 4m 17s        | 71.2n 72.7w        |
| 30 okt. 1464 | 18:13:13   | totaal       | centraal | 134      | 1.0225      | 1m 14s        | 68.9z 176.0o       |
| 27 mrt. 1465 | 01:17:27   | gedeeltelijk |          | 101      | 0.7976      | -             | 61.1z 118.7w       |
| 20 sep. 1465 | 16:10:43   | gedeeltelijk |          | 106      | 0.7931      | -             | 60.9n 21.2o        |
| 16 mrt. 1466 | 13:57:13   | totaal       | centraal | 111      | 1.0471      | 3m 56s        | 15.3z 17.1w        |
| 9 sep. 1466  | 18:07:54   | ringvormig   | centraal | 116      | 0.9351      | 7m 5s         | 22.2n 80.5w        |
| 6 mrt. 1467  | 06:10:42   | totaal       | centraal | 121      | 1.0588      | 4m 44s        | 16.7n 79.9o        |
| 29 aug. 1467 | 18:24:29   | ringvormig   | centraal | 126      | 0.9505      | 5m 29s        | 11.3z 105.2w       |
| 23 feb. 1468 | 21:18:55   | gedeeltelijk |          | 131      | 0.8228      | -             | 61.2n 146.3o       |
| 18 aug. 1468 | 00:08:08   | gedeeltelijk |          | 136      | 0.8753      | -             | 61.3z 108.4o       |
| 13 jan. 1469 | 14:32:44   | gedeeltelijk |          | 103      | 0.8851      | -             | 63.0z 100.3o       |
| 9 juli 1469  | 05:44:22   | totaal       | centraal | 108      | 1.0697      | 4m 6s         | 69.3n 134.7o       |
| 2 jan. 1470  | 14:05:56   | ringvormig   | centraal | 113      | 0.9173      | 9m 2s         | 43.1z 20.7w        |
| 28 juni 1470 | 22:54:56   | totaal       | centraal | 118      | 1.0695      | 6m 2s         | 26.4n 161.0w       |
| 22 dec. 1470 | 14:49:05   | ringvormig   | centraal | 123      | 0.9458      | 7m 2s         | 4.9z 43.4w         |

### Legenda
| Kolomhoofd         | Uitleg                                                                                                |
| ------------------ | --- |
| Datum              | Datum op het moment van het maximum van de eclips                                                     |
| UTC op Max         | Tijd in UTC op het moment van het maximum van de eclips                                               |
| Type               | Type van de eclips                                                                                    |
| Stijl              | Binnen een type zijn verschillende stijlen mogelijk                                                   |
| Sarosnr            | Het nr van de sarosreeks waartoe de eclips behoort                                                    |
| Magnitude          | Percentage van verduistering van de middellijn van de zon op het moment van het maximum van de eclips |
| Lengte op Max      | Tijdsduur van de eclips op de plek met het maximum                                                    |
| Coördinaten op Max | Coördinaten op het moment van het maximum van de eclips                                               |